# Pierre Bosquet
Pierre François Joseph Bosquet, född 8 november 1810, död 11 februari 1861, var en fransk militär.
Bosquet blev officer vid artilleriet 1831, brigadgeneral 1853 och marskalk av Frankrike 1856. Bosquet kämpade 1851 mot kabylerna i Algeriet och förde i Krimkriget först befälet över 2:a infanteridivisionen, med vilken han verksamt bidrog till segrarna i slaget vid Alma och slaget vid Inkerman. 1855 erhöll han befälet över Orientarméns 2:a armékår, men sårades vid Sevastopol så svårt att han måste återvända till Frankrike. Efter krigets slut blev han senator och befälhavare över trupperna i sydvästra Frankrike, med staben i Toulouse.